# (19664) Yancey
(19664) Yancey (1999 RV135) – planetoida z grupy pasa głównego asteroid okrążająca Słońce w ciągu 5,36 lat w średniej odległości 3,06 j.a. Odkryta 9 września 1999 roku.